# Pseudapis monstrosa
Pseudapis monstrosa är en biart som först beskrevs av Costa 1861.  Pseudapis monstrosa ingår i släktet Pseudapis och familjen vägbin. Inga underarter finns listade i Catalogue of Life.